# Samsung Galaxy Mega
El Samsung Galaxy Mega es un híbrido de teléfono inteligente / tableta Android ("phablet" o "tablet phone") fabricado por Samsung. Fue anunciado el 11 de abril de 2013.  El modelo original presentaba una pantalla de 6.3 pulgadas (160 mm), aunque se lanzó una versión revisada con una pantalla de 5.8 pulgadas (150 mm). Tiene una pantalla de 1.280 × 720, un procesador dual-core de 1.7 GHz y una cámara de 8 megapíxeles. El teléfono ejecuta el software "Jelly Bean" de Android 4.2.2 y el almacenamiento interno es de 8 o 16 GB (utilizable 5,34 o 12 GB respectivamente).
El Galaxy Mega recibió la actualización Android 4.4 "Kit Kat". También está disponible la actualización no oficial Cyanogenmod 11 Android 4.4.2, para Mega 6.3 (GT-I9200 / I9205). El sucesor del dispositivo es el Samsung Galaxy Mega 2.

## Características
- Ventana múltiple - Capacidad de pantalla dividida
- La pantalla de inicio está disponible en modo horizontal
- Group Play: enlace con otros dispositivos Galaxy para compartir fotos o crear sonido envolvente con el altavoz de cada dispositivo
- Vista aérea: Pase el cursor sobre las áreas de las aplicaciones admitidas para ver vistas previas en pantalla. (Modelo 6.3 en modo retrato solamente)
- S Memo: la aplicación de notas de Samsung. Cree notas escritas a mano con su dedo, texto usando el teclado e incruste audio o imágenes.
- S Voice - Asistente personal y navegador de conocimiento.
- S Translator - Aplicación de traducción, con soporte para nueve idiomas.
- Smart Stay: utiliza la cámara frontal para rastrear los ojos del usuario y solo apaga la pantalla si el usuario no está mirando.
- Blaster IR (modelo 6.3)
- Smart dual SIM (modelo 5.8)

## Hardware
El Galaxy Mega se parece en gran medida al Galaxy S4, y los dos comparten características similares. Los usuarios pueden personalizar la pantalla de bloqueo y acceder rápidamente a la configuración desde la barra de notificaciones desplegable. Otras características incluyen Air View, que permite a los usuarios obtener una vista previa de correos electrónicos y fotos al pasar un dedo una pulgada sobre la pantalla, y WatchON, que permite a los usuarios controlar un televisor con el teléfono inteligente. También incluye Ventana múltiple, que permite a los usuarios usar múltiples aplicaciones en la misma pantalla, una función que se ve mejorada con la pantalla LCD de 6.3 pulgadas (720 x 1280) del teléfono. S Translator proporciona traducciones rápidas y fáciles, y ChatON permite a los usuarios compartir sus pantallas con otros.
La cámara trasera de 8 megapíxeles viene con numerosos modos de disparo como Panorama y Sound & Shot. La función Story Album se presta a la creación rápida de álbumes de fotos sobre la marcha. The Mega ejecuta Android 4.2.2 (Jelly Bean). Los usuarios pueden almacenar música, fotos y videos adicionales con hasta 64 GB de almacenamiento ampliable con una tarjeta microSD externa. Una batería extraíble de 3.200 mAh debería permitir que el teléfono funcione durante todo el día con una sola carga. El Galaxy Mega está impulsado por un procesador Qualcomm MSM8930 Pro dual-core de 1,7 GHz con 1,5 GB de VRAM.

## Diseño
El Galaxy Mega mide 6.6 x 3.46 x 0.31 pulgadas, y es más grande que el Samsung Galaxy Note II (5.9 x 3.2 x 0.37 pulgadas), ,HTC One (2013) (5.1 onzas, 5.31 x 2.63 x 0.28 pulgadas) y Motorola Moto X ( 1.ª generación) (4.8 onzas, 5.1 x 2.6 x 0.22-0.4 pulgadas). Pesa 7.1 onzas.

## Software
El Samsung Galaxy Mega ejecuta Android Jelly Bean OS 4.2.2 con la interfaz TouchWiz de Samsung. El modo de ventana múltiple de Samsung está al frente y al centro en el dispositivo. Al igual que otros teléfonos Galaxy, puede personalizar la pantalla de bloqueo de Mega con widgets y accesos directos. Siete pantallas de inicio personalizables están disponibles para el usuario. 16 botones de configuración rápida en el cajón de notificaciones permiten a los usuarios alternar funciones que incluyen conectividad Wi-Fi y Smart Stay patentado. Estos botones se pueden reorganizar haciendo clic en un botón de mosaico en la esquina superior derecha del cajón de notificaciones.

## Variantes
- GT-I9150: pantalla de 5,8 pulgadas, CPU de 1,4 GHz, 1,5 GB de RAM, 8 GB de almacenamiento incorporado, sin soporte LTE, sin soporte dual SIM
- GT-I9152 - Pantalla de 5,8 pulgadas, CPU de 1,4 GHz, 1,5 GB de RAM, 8 GB de almacenamiento incorporado - sin soporte LTE - Soporte dual SIM
- GT-I9200: pantalla de 6,3 pulgadas, CPU de 1,7 GHz, memoria RAM de 1,5 GB, 8 GB o 16 GB de almacenamiento integrado, sin soporte LTE, sin soporte dual SIM
- GT-I9205 - Pantalla de 6.3 pulgadas, CPU de 1.7 GHz, 1.5 GB de RAM, 8 GB o 16 GB de almacenamiento incorporado - Compatibilidad con LTE - sin soporte dual SIM

Solo el GT-I9152 tiene soporte dual SIM. Solo el GT-I9205 tiene soporte LTE (es decir, soporte 4G-LTE) y no tiene radio FM. La versión de AT & T del GT-I9205 se conoce como SGH-i527.

## Fotos

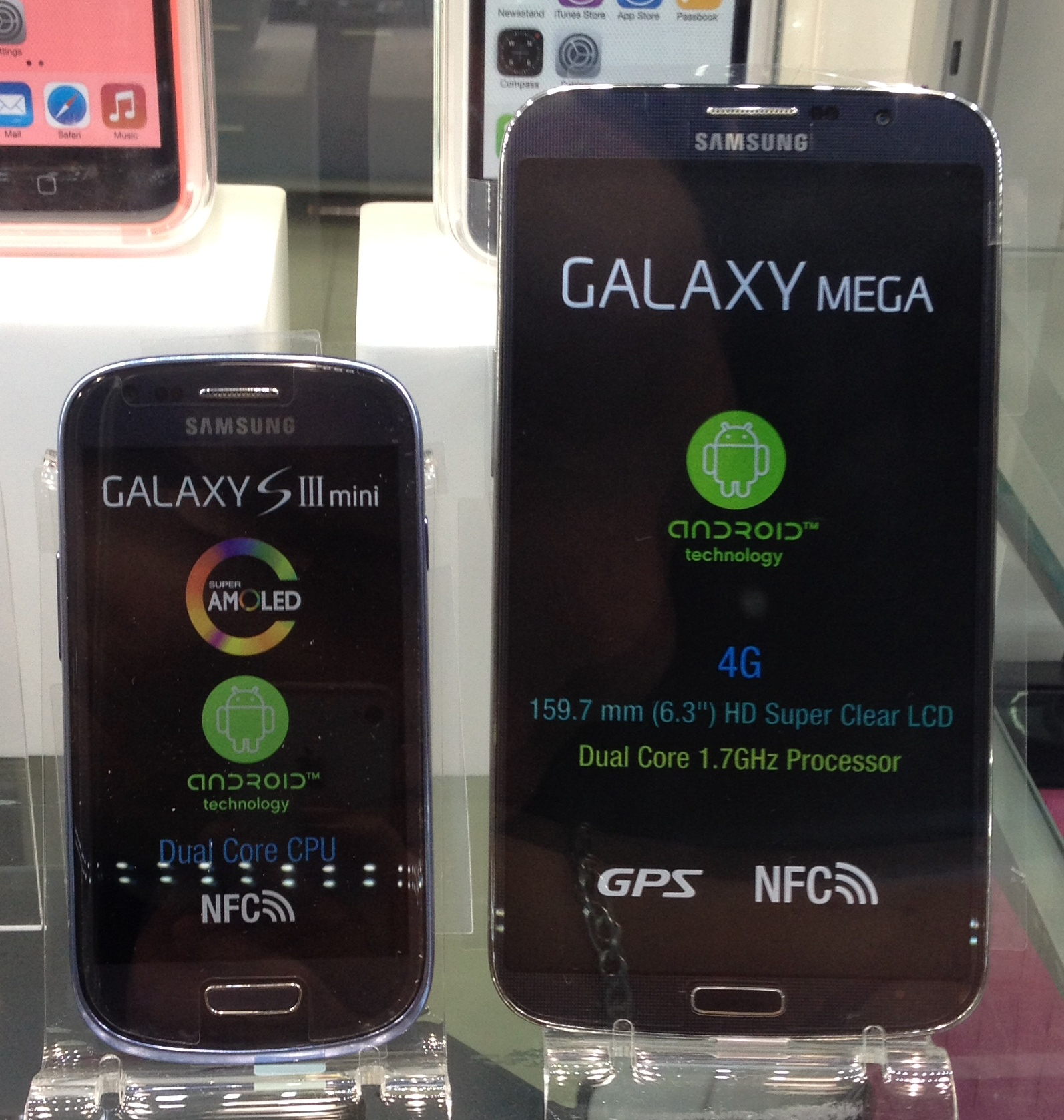
Samsung Galaxy Mega al lado de Samsung Galaxy S3 Mini
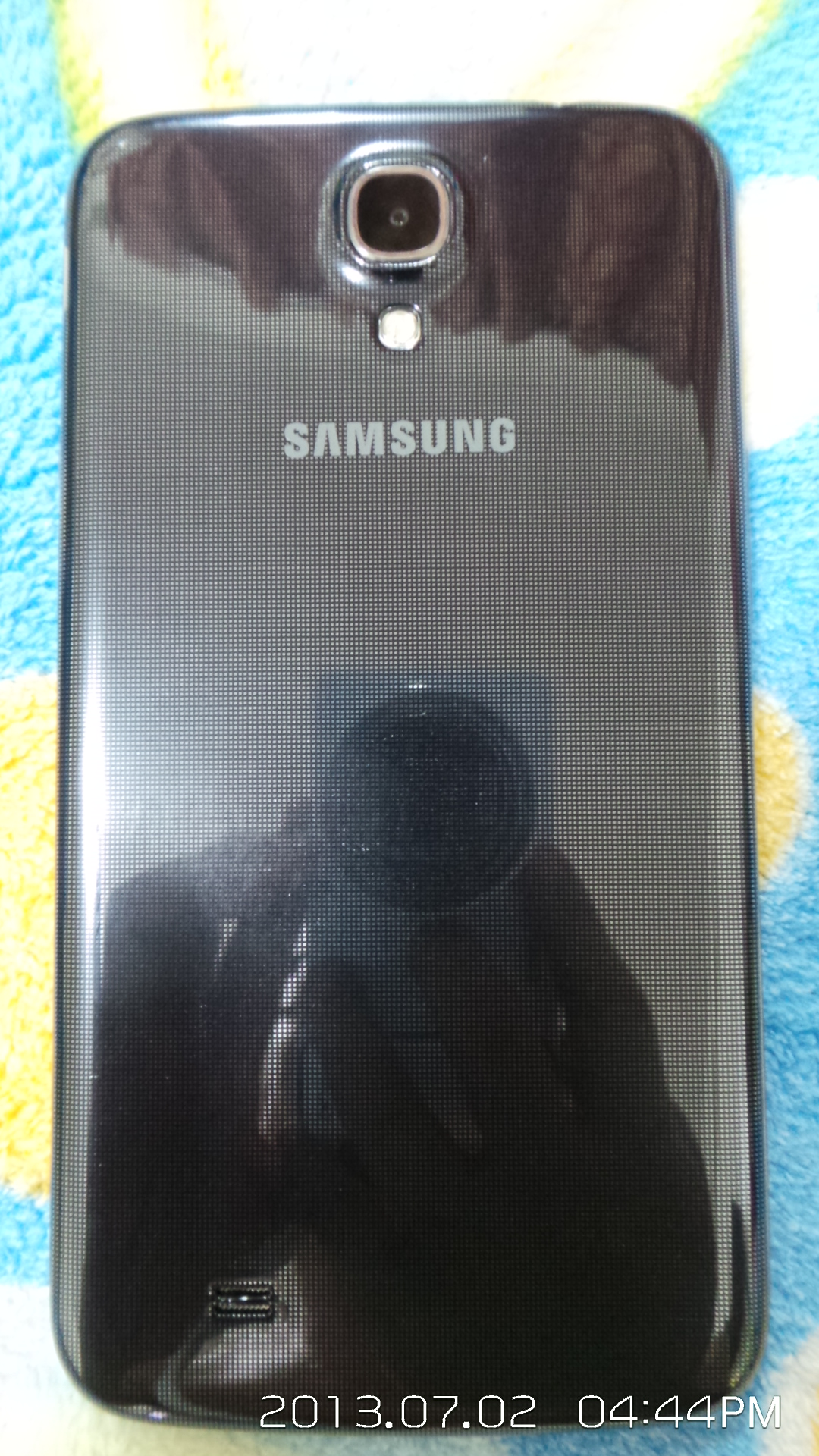
Samsung Galaxy Mega 6.3 atrás
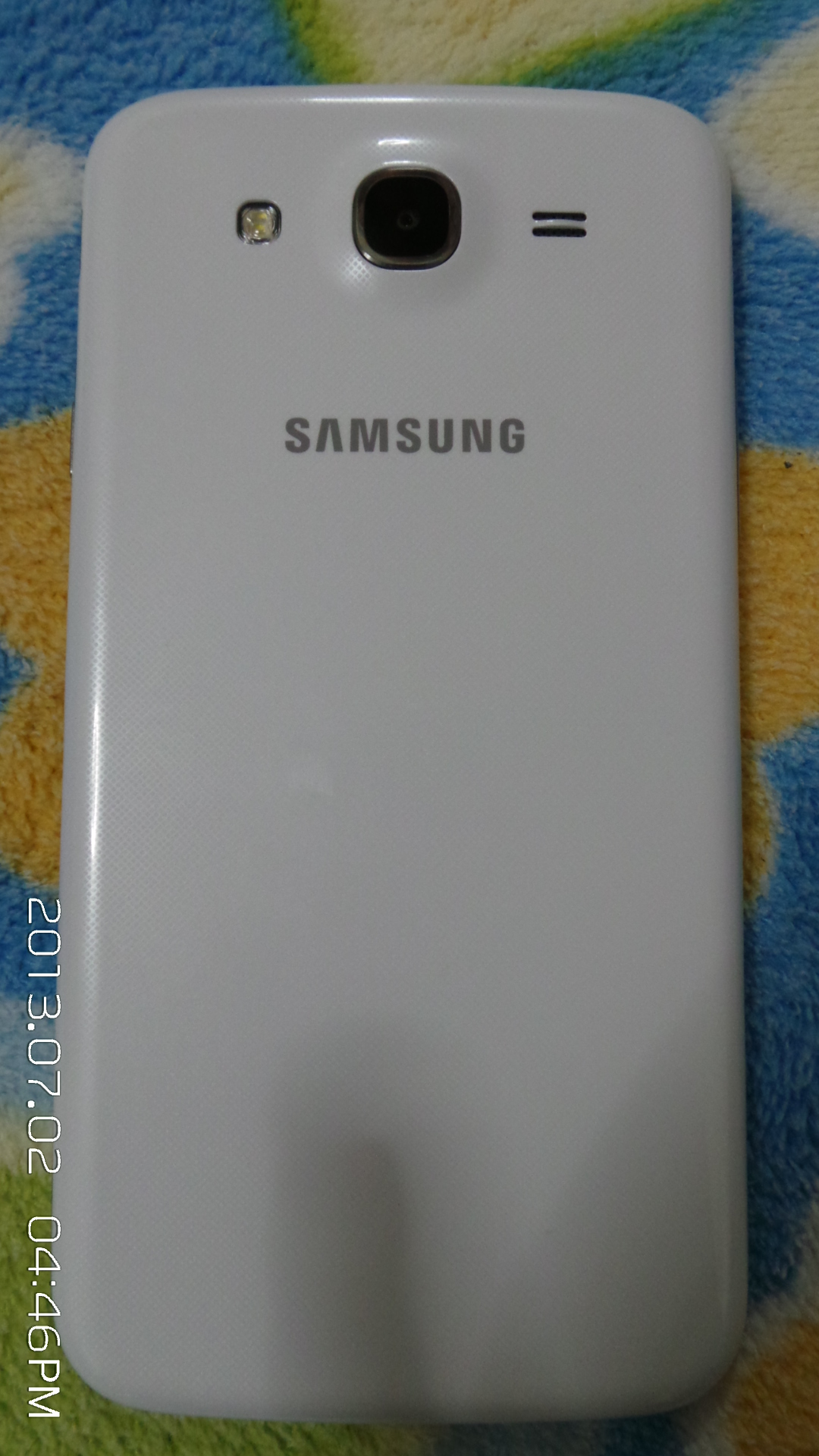
Samsung Galaxy Mega 5.8 atrás